# 津田一男
津田 一男（つだ かずお、1919年（大正8年）7月20日 - 1984年（昭和59年）12月26日）は、日本のプロ野球記者、野球解説者。広島県広島市出身。

## 来歴・人物
出身校は、広島県立広島第一中学校（広島一中。のちの広島県立広島国泰寺高等学校）→神戸高等商業学校（神戸高商。のちの神戸大学）。中学時代はは堅守の内野手として鳴らしたものの、親の反対により野球を断念。戦後の復員以降は、知人と乾物店を経営しながら、母校・広島一中などで野球のコーチを務めたり、実業団野球チームの全広島に参加していた。
1948年（昭和23年）に中国新聞社へ入社し、運動部記者となりプロ野球記者としての活動を開始。1949年（昭和24年）秋の地元球団・広島カープ（のちの広島東洋カープ）創設以降はカープの番記者として活動。1954年（昭和29年）のフィリピン遠征に顧問記者として同行したり、ミーティングに参加するなどカープと密着し、1972年（昭和47年）からは『球心』と題したコラムを『中国新聞』紙上に連載。その傍ら、1956年（昭和31年）から地元の民間放送局・ラジオ中国（のちの中国放送。RCC）でカープ戦中継の解説者、1961年（昭和36年）からは中国新聞社運動部長をそれぞれ務めた。
カープが初のセントラル・リーグ優勝を達成した1975年（昭和50年）10月15日を最後に記者生活から離れ翌11月に定年退職。その後は理事（または事業局長）、取締役（1978年=昭和53年から1981年=昭和56年まで。事業局長と兼任）を務めた。1981年の取締役事業局長退任後は、顧問・中国新聞文化センター専務取締役・中国新聞トラベルサービス社長を歴任した。
その一方、1976年（昭和51年）にはテレビ新広島（TSS）とネットキー局・フジテレビの野球解説者を務め、1979年（昭和54年）・1980年（昭和55年）のリーグ・日本シリーズ連覇の際には中国新聞社から出版された雑誌への執筆を行った。1984年7月末、中国新聞の全面広告用に書いた、山本浩二への激励文が遺稿となった。
1984年12月26日に死去。65歳没。
NHK広島放送局製作のドキュメンタリードラマ『シリーズ被爆70年  ヒロシマ 復興を支えた市民たち 第1回「鯉昇れ、焦土の空へ」』（2015年2月7日放送）では、岡田義徳が津田の役を演じている。

## 関連情報

### 連載コラム
- 広島カープ十年史（『中国新聞』1959年=昭和34年11月25日P4から1960年=昭和35年4月9日P4まで、全132回）[6]
- 球心（『中国新聞』1972年 - 1975年）

### 著書
- 中・四国おもちゃ風土記（1977年、中国新聞社発行） - 編者
- 球心（1981年、中国新聞中国会発行）…国立国会図書館サーチの書誌情報

### 出演番組
- プロ野球中継 - 解説
  - RCCラジオ制作分
    - 1966年のオールスターゲーム（第3戦。ラジオ関東向け裏送り中継）

  - RCCテレビ制作分（開局当時より担当[7]。基本的に広島ローカルまたはKRT→TBS系列向けネット中継として放送していたが、1960年代には日本テレビ系列向けネット中継として放送される場合もあった）
    - 1959年4月1日の広島対西鉄オープン戦（初中継）[7]

  - TSS制作分
- プロ野球ニュース（フジテレビ系列。TSS解説者時代に出演） - 解説

## 参考資料
- 広島県風土記（1986年、旺文社発行） ISBN 4010502347
- 中国新聞百年史 資料編・年表（1992年、中国新聞社発行）…国立国会図書館サーチの書誌情報
- 中国放送の50年（2002年、中国放送発行）…国立国会図書館サーチの書誌情報
- 各種外部リンク
  - 中国新聞ウェブサイト
  - 国立国会図書館サーチ
  - レファレンス協同データベース